# Liste der Streetart-Objekte in Innsbruck-Wilten
Die Liste der Streetart-Objekte in Innsbruck-Wilten enthält die von der Stadt Innsbruck in Wilten gelisteten und realisierten Streetart.

## Streetart
Die folgende Liste enthält katalogisierte Streetart in Innsbruck.
| Foto |                 | Name                             | Typ | Standort                                             | Künstler                                | Datierung | Beschreibung | Metadaten |
| ---- | --------------- | -------------------------------- | --- | ---------------------------------------------------- | --------------------------------------- | --------- | ------------ | --------- |
| ja   | Datei hochladen | Kaiser Maximilian Hommage ID: 23 |     | Maximilianstraße 9 Standort                          | HNRX                                    | 2019      |              |           |
| BW   | Datei hochladen | ID: 24                           |     | Leopoldstraße 12 (Parkplatz AC Hotel) Standort       | Crazy Mister Sketch                     | 2019      |              |           |
| BW   | Datei hochladen | ID: 93                           |     | Neurauthgasse 3 Standort                             | Jab (und diverse)                       | 2015      |              |           |
| BW   | Datei hochladen | ID: 95                           |     | Mentlgasse 2 Standort                                | Lukas Goller                            | 2016      |              |           |
| BW   | Datei hochladen | ID: 96                           |     | Duilenstraße 12c (Arge Baustahl Eisen GmbH) Standort | Ludschi / Perkup / Friend / M.Vermont   | 2019      |              |           |
| BW   | Datei hochladen | ID: 97                           |     | Feldstraße 11 Standort                               | Bebar (Underbridge Festival)            | 2018      |              |           |
| BW   | Datei hochladen | ID: 98                           |     | Feldstraße 11 Standort                               | Guido Zimmermann (Underbridge Festival) | 2018      |              |           |
| BW   | Datei hochladen | ID: 99                           |     | Feldstraße 11 Standort                               | Koctel (Underbridge Festival)           | 2018      |              |           |
| BW   | Datei hochladen | ID: 100                          |     | Feldstraße 11 Standort                               | HNRX (Underbridge Festival)             | 2018      |              |           |
| BW   | Datei hochladen | ID: 101                          |     | Feldstraße 11 Standort                               | Joachim (Underbridge Festival)          | 2018      |              |           |
| BW   | Datei hochladen | ID: 102                          |     | Egger-Lienz-Straße 3 Standort                        | Jab                                     | 2018      |              |           |
| BW   | Datei hochladen | ID: 103                          |     | Egger-Lienz-Straße 1 Standort                        | HNRX                                    | 2015      |              |           |
| ja   | Datei hochladen | ID: 104                          |     | Egger-Lienz-Straße 57 Standort                       | HNRX                                    | 2015      |              |           |
| ja   | Datei hochladen | Make Love not War ID: 105        |     | Karwendelbögen Standort                              | FAT TONY ART                            | 2016      |              |           |
| BW   | Datei hochladen | ID: 138                          |     | Egger-Lienz-Straße 3 Standort                        | Jab                                     | 2018      |              |           |
| ja   | Datei hochladen | ID: 198                          |     | Karmelitergasse Standort                             |                                         |           |              |           |
| BW   | Datei hochladen | ID: 200                          |     | BAUAkademie – Lehrbauhof Tirol Standort              |                                         |           |              |           |
| BW   | Datei hochladen | ID: 201                          |     | BAUAkademie – Lehrbauhof Tirol Standort              |                                         |           |              |           |
| BW   | Datei hochladen | ID: 202                          |     | BAUAkademie – Lehrbauhof Tirol Standort              |                                         |           |              |           |
| ja   | Datei hochladen | Blues Sisters Mural ID: 453      |     | Heiliggeiststraße Standort                           | Crazy Mister Sketch                     | 2023      |              |           |
| ja   | Datei hochladen | ID: 536                          |     | Ilse-Brüll-Gasse Standort                            | VIDEO.SCKRE                             | 2023      |              |           |
| BW   | Datei hochladen | ID: 684                          |     | Egger Lienz Strasse 1 Standort                       | HNRX                                    | 2023      |              |           |
| BW   | Datei hochladen | ID: 767                          |     | Andreas-Hofer-Straße Standort                        | Melanie Gandyra                         | 2024      |              |           |
| BW   | Datei hochladen | ID: 792                          |     | Schöpfstraße Standort                                | Lukas Goller                            | 2024      |              |           |